# Leszna Górna
Leszna Górna (ursprünglich Leszczna, auch Niemiecka Leszczna; deutsch Ober Lischna; tschechisch Horní Líštná) ist eine Ortschaft mit einem Schulzenamt der Gemeinde Goleszów im Powiat Cieszyński der Woiwodschaft Schlesien in Polen.

## Geographie
Leszna Górna liegt an der Grenze des Schlesischen Vorgebirges (Pogórze Śląskie, im Nordwesten) und der Schlesischen Beskiden (Beskid Śląski, im Südosten) etwa 25 Kilometer südwestlich von Bielsko-Biała und 65 Kilometer südlich von Katowice im Powiat (Kreis) Cieszyn.
Das Dorf hat eine Fläche von 906 Hektar.
Nachbarorte sind Dzięgielów und Cisownica im Norden, die Stadt Ustroń im Osten, Tschechien im Westen (die Stadt Třinec), Süden (Vendryně) und Südosten (Nýdek).

## Geschichte
Das Dorf liegt im Olsagebiet (auch Teschener Schlesien, polnisch Śląsk Cieszyński).
Der Ort wurde um 1305 im Liber fundationis episcopatus Vratislaviensis (Zehntregister des Bistums Breslau) erstmals urkundlich als "Item in Lesna principis XX mansi solventes" erwähnt. Der Name ist abgeleitet von Haseln (polnisch leszczyna, Teschener Mundarten lyska). Das ursprüngliche Adjektiv principis (deutsch fürstlich) ist zu unterscheiden vom ritterlichen Lesna Snessonis (heute Dolní Líštná in Tschechien). Später wurde es auch im Jahr 1457 als Nemeczsk[a] Lessczn[a] (wörtlich Deutsch Leschna, nach Magdeburger Recht), im Jahr 1523 als Lessczna Wirhny erwähnt.
Politisch gehörte das Dorf ursprünglich zum Herzogtum Teschen, dies bestand ab 1290 in der Zeit des polnischen Partikularismus. Seit 1327 bestand die Lehnsherrschaft des Königreichs Böhmen und seit 1526 gehörte es zur Habsburgermonarchie.
Die Pfarrei Lezna wurde im Peterspfennigregister des Jahres 1335 im Teschener Dekanat und im Jahre 1447 als Lesna erwähnt.
Nach 1540 erfolgte unter Wenzel III. Adam die Reformation und die Kirche wurde von Lutheranern übernommen. Eine Sonderkommission gab sie am 21. März 1654 den Katholiken zurück.
Nach der Aufhebung der Patrimonialherrschaften bildete es ab 1850 eine Gemeinde in Österreichisch-Schlesien, Bezirk Teschen und Gerichtsbezirk Teschen. In den Jahren 1880 bis 1910 stieg die Einwohnerzahl von 744 im Jahr 1880 auf 870 im Jahr 1910 an, es waren überwiegend polnischsprachige (zwischen 99,2 % und 100 %), im Jahr 1880 auch 12 (1,3 %) deutschsprachige. Im Jahre 1910 waren 64,8 % evangelisch, 34,6 % römisch-katholisch, es gab 5 Juden.
1920, nach dem Zusammenbruch der k.u.k. Monarchie und dem Ende des Polnisch-Tschechoslowakischen Grenzkriegs, kam Leszna Górna zu Polen. Ein Teil des Dorfes fand sich in Tschechien (Horní Líštná, Třinec). Unterbrochen wurde dies nur durch die Besetzung Polens durch die Wehrmacht im Zweiten Weltkrieg. 
Von 1975 bis 1998 gehörte Leszna Górna zur Woiwodschaft Bielsko-Biała.

## Religion
Die katholische Pfarrei gehört zum Bistum Bielsko-Żywiec, Dekanat Goleszów. Die evangelische Filialgemeinde gehört zur Pfarrei Goleszów, Diözese Cieszyn.

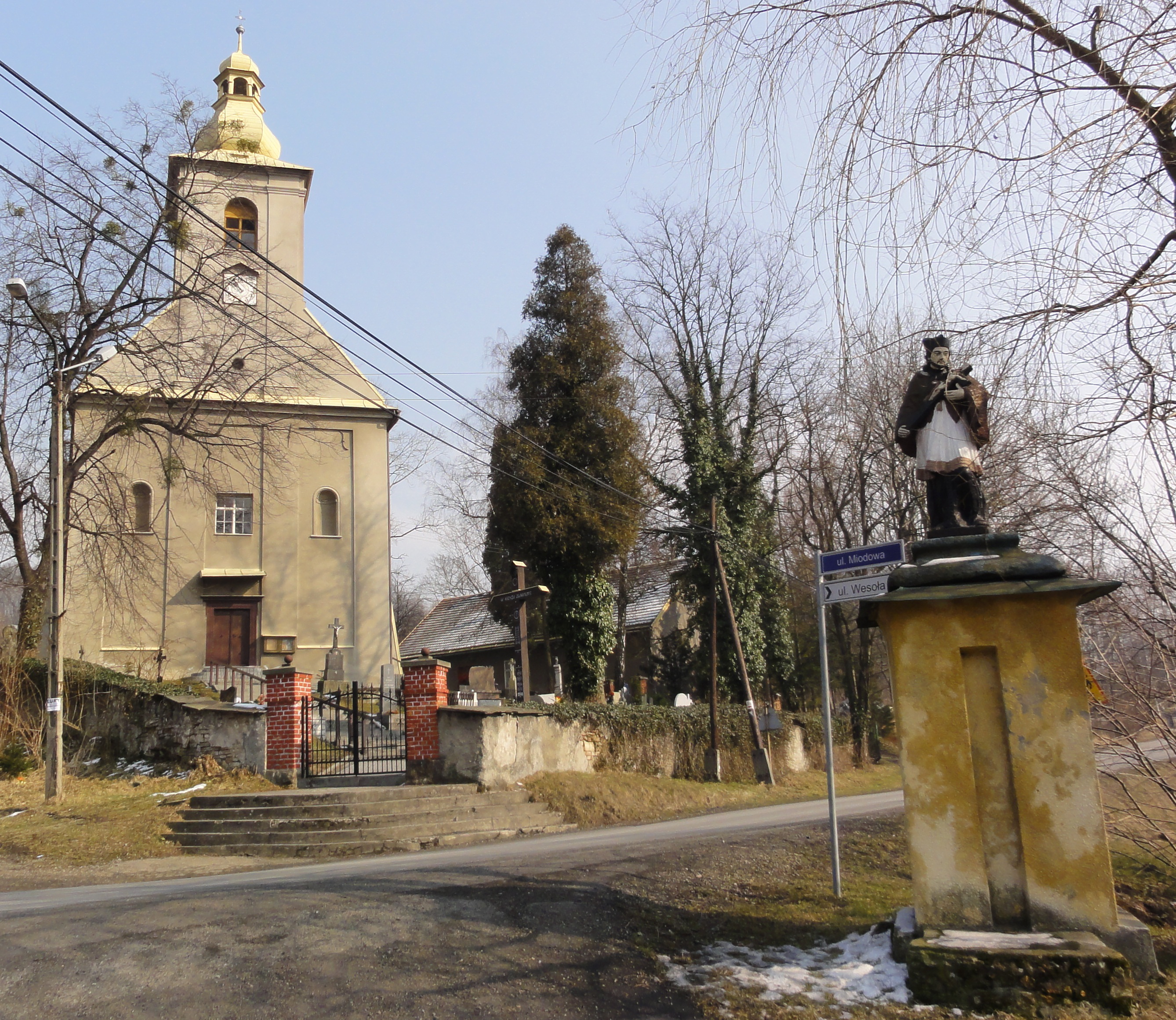
Katholische Kirche
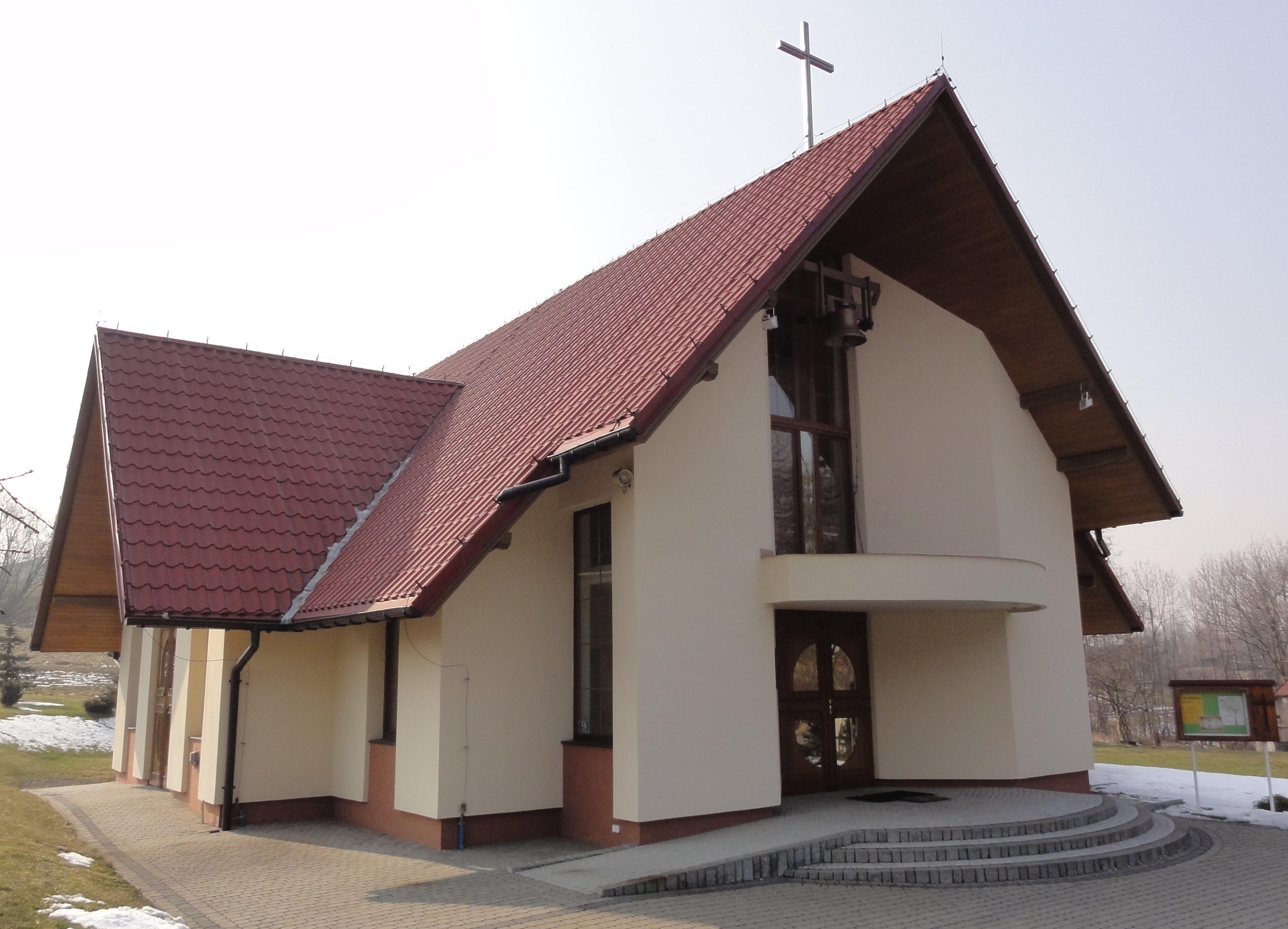
Evangelische Filialkirche

## Persönlichkeiten
- Josef Koždoň (1873–1949), ein Politiker und langjähriger Bürgermeister von Tschechisch Teschen (Český Těšín)